# Republikbildungszentrum für Energiewirtschaftler
Die Republikbildungszentrum für Energiewirtschaftler (lit. VšĮ Respublikinis energetikų mokymo centras, REMC) ist ein Fortbildungszentrum in der litauischen Hauptstadt Vilnius, größte Berufsschule der Energiewirtschaft und Erwachsenenbildungseinrichtung in Litauen. Die Rechtsform ist viešoji įstaiga. Es gibt 163 Mitarbeiter (2014). Im Zentrum lernen jährlich etwa 7.000 Personen. Das Zentrum befindet sich im Stadtteil Jeruzalė. Das Zentrum hat die Abteilungen in Vilnius, Kaunas, Klaipėda, Šiauliai, Panevėžys und Utena. Im Energie-Training-Center werden Spezialisten der Arbeitssicherheit und Hebezeuge, Arbeiter der Strom- und Gaswirtschaft, Spezialisten für Schweißarbeiten, Mitarbeiter im Wärmeenergie-Sektor vorbereitet.
Das Bildungszentrum entstand 1964 in Sowjetlitauen. Es gab früher 300 Lehrer und 10.000 Schüler. Das Zentrum wurde ab 2009 von Gintaras Vilda und danach bis zum Juli 2013 von Nona Malakauskienė geleitet. Vom 5. März 1996 bis zum 29. Dezember 2001 war das Zentrum eine Filiale des Energieunternehmens AB „Lietuvos energija“.

## Partner
- Litauen: Valstybinė energetikos inspekcija am Energieministerium Litauens
- Deutschland: Schneider Electric